# Punch comou
Le punch comou est un cocktail alcoolisé à base de rhum et de pâte de comou typiquement guyanais.
Les ingrédients de base restent le rhum (de préférence à 50 %) et la pâte des graines de comou. Certaines recettes y introduisent du gingembre, de la vanille, du lait concentré, du sucre de canne, de la muscade en poudre ou du citron.

## Ingrédients
- 1/2 rhum
- 1/2 pâte de comou
- Vanille
- muscade
- Gingembre
- cannelle
- Sucre
- Jus de citron
- Lait concentré

## Variantes
En  Guyane il existe beaucoup de variantes du punch, il y a le punch coco (commun) mais aussi le punch chocolat, cacahouète, maracudja ou encore au wassaï que l'on peut retrouver dans des marchés locales.